# HD64920
HD64920 — хімічно пекулярна зоря спектрального класу F2, що має видиму зоряну величину в смузі V приблизно  7,3.
Вона  розташована на відстані близько 720,0 світлових років від Сонця.